# 헨리 노리스 러셀

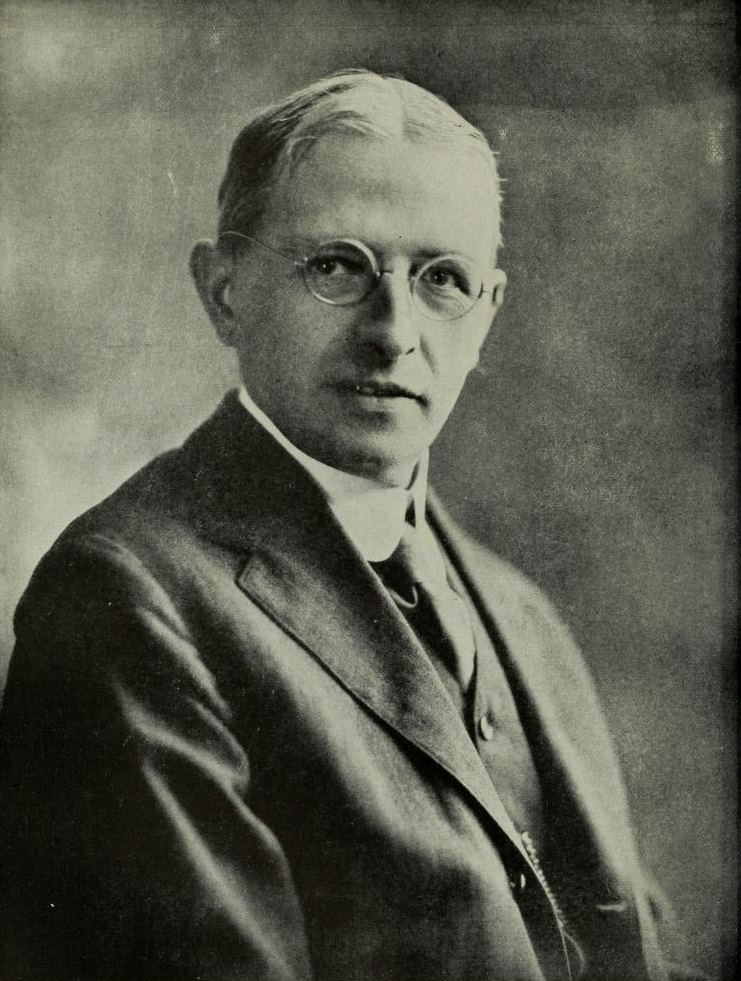

헨리 노리스 러셀(Henry Norris Russell, 1877년 10월 25일 ~ 1957년 2월 18일)은 미국의 천문학자이다.
1911년 프린스턴 대학의 천문학과 교수가 되었다. 어두운 원반에서부터 별이 되고, 별이 핵융합 반응이 끝나고 축소되면서 적색 거성으로 변한다는 별의 진화에 관한 이론을 제시했다. 1910년 헤르츠스프룽과는 별도로 별 표면의 온도와 밝기의 관계표를 만들어 H-R도(헤르츠스프롱－러셀도)를 완성했다. 이 도표를 기초로 한 연구는 별의 물리적 성질과 진화를 설명하는 데 큰 도움을 주었다. 또 1929년에는 별의 대기에서 가장 풍부한 화학원소가 수소라는 유력한 증거를 제시했다.

## 참고 자료
- 이 문서에는 다음커뮤니케이션(현 카카오)에서 GFDL 또는 CC-SA 라이선스로 배포한 글로벌 세계대백과사전의 내용을 기초로 작성된 글이 포함되어 있습니다.